# Onthophagus diabolicus
Onthophagus diabolicus là một loài bọ cánh cứng trong họ Bọ hung (Scarabaeidae).